# Banquette

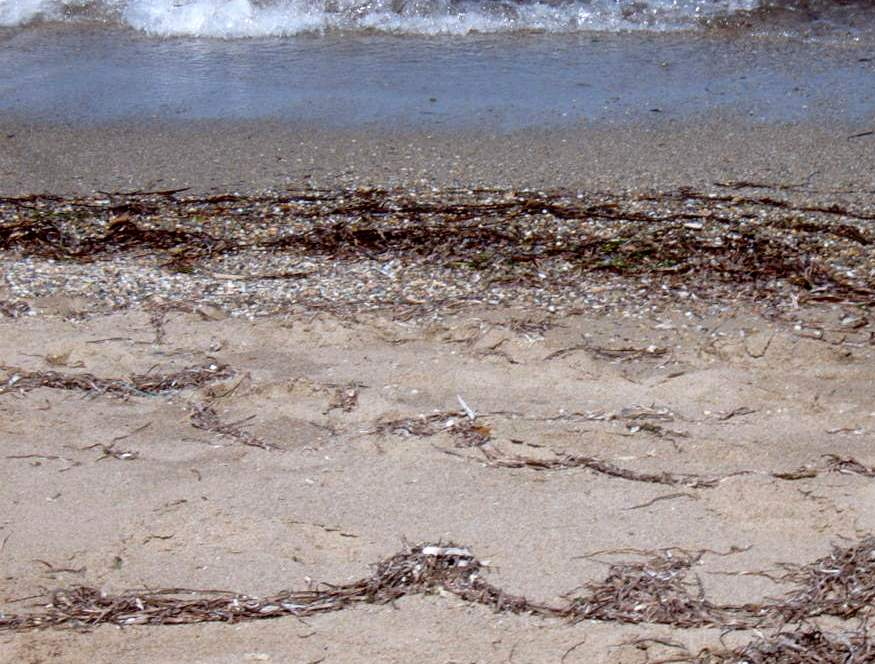
Banquette di Posidonia oceanica su una spiaggia di Creta

Il nome banquette viene attribuito agli accumuli di foglie morte di fanerogame che spesso formano masse imponenti sulle spiagge antistanti le praterie di Posidonia oceanica.

La banquette ha una notevole importanza ecologica in quanto ospita al suo interno una comunità particolare ben strutturata e ricca di specie endemiche.

## Caratteristiche ecologiche
La banquette, per merito del riparo fornito dallo spesso strato di foglie morte, offre condizioni ambientali di minore severità rispetto ad altre facies del piano sopralitorale, sia per quanto riguarda l'umidità, trattenuta piuttosto a lungo, che per la temperatura, che tende a rimanere su valori moderati. Le risorse trofiche sono abbondanti a causa della grande quantità di materiale organico in decomposizione che foraggia una densa popolazione di detritivori, che a loro volta sono prede di predatori appartenenti a diversi phyla.

## Popolamento animale
È costituito principalmente da artropodi come crostacei anfipodi ed isopodi, principalmente detritivori e da insetti ditteri (soprattutto stadi larvali), coleotteri e dermatteri, che sono soprattutto predatori.